# 普羅特克申灣
普羅特克申灣（英語：Protection Cove），是南極洲的海灣，位於維多利亞地的彭內爾海岸，處於沃爾斯特德角東部，寬6公里，由英國探險隊繪入地圖，現時由南極條約體系管理。